# Rudinská
Rudinská (in ungherese Rezsőfalva) è un comune della Slovacchia facente parte del distretto di Kysucké Nové Mesto, nella regione di Žilina.